# Costaconvexa flavipennis
Costaconvexa flavipennis är en fjärilsart som beskrevs av W. Warren 1907. Costaconvexa flavipennis ingår i släktet Costaconvexa och familjen mätare. Inga underarter finns listade i Catalogue of Life.